# Hang Khải Huyền
Hang Khải Huyền là một hang động nằm lưng chừng núi, khoảng giữa làng Chora và Skala, trên đảo Patmos, Hy Lạp. Hang động này được cho là nơi thánh Gioan Patmos nhận được các điều mặc khải và viết thành Sách Khải Huyền (Tân Ước). Năm 1999, UNESCO đã đưa hang này vào danh sách Di sản thế giới cùng với Tu viện thánh Gioan, Nhà thần học.

## Lịch sử
Theo truyền thuyết, Thánh Gioan đảo Patmos sau khi bị đày ra đảo đã tìm "một nơi yên tĩnh" (tiếng Hy Lạpː έέ τόῳ στ) và rơi vào một "hang động" (tiếng Hy Lạpː σπὴλαιον), nơi có nước chảy. Khi kết thúc mười ngày bị cô lập, một giọng nói ra lệnh cho Gioan ở lại thêm mười ngày nữa cùng với lời hứa về sự mặc khải. Gioan sau đó rơi vào trạng thái xuất thần, ông nhận được những khải tượng mạnh mẽ và sau đó được một thiên thần giải thích cho. Gioan đã yêu cầu Prochore viết mọi thứ ông nói ra trong hai ngày.
Tu viện Thánh Gioan, Nhà thần học được xây dựng bởi Christodoulos vào cuối thế kỷ thứ 11 gần hang động và đã trở thành một nơi hành hương kể từ đó.

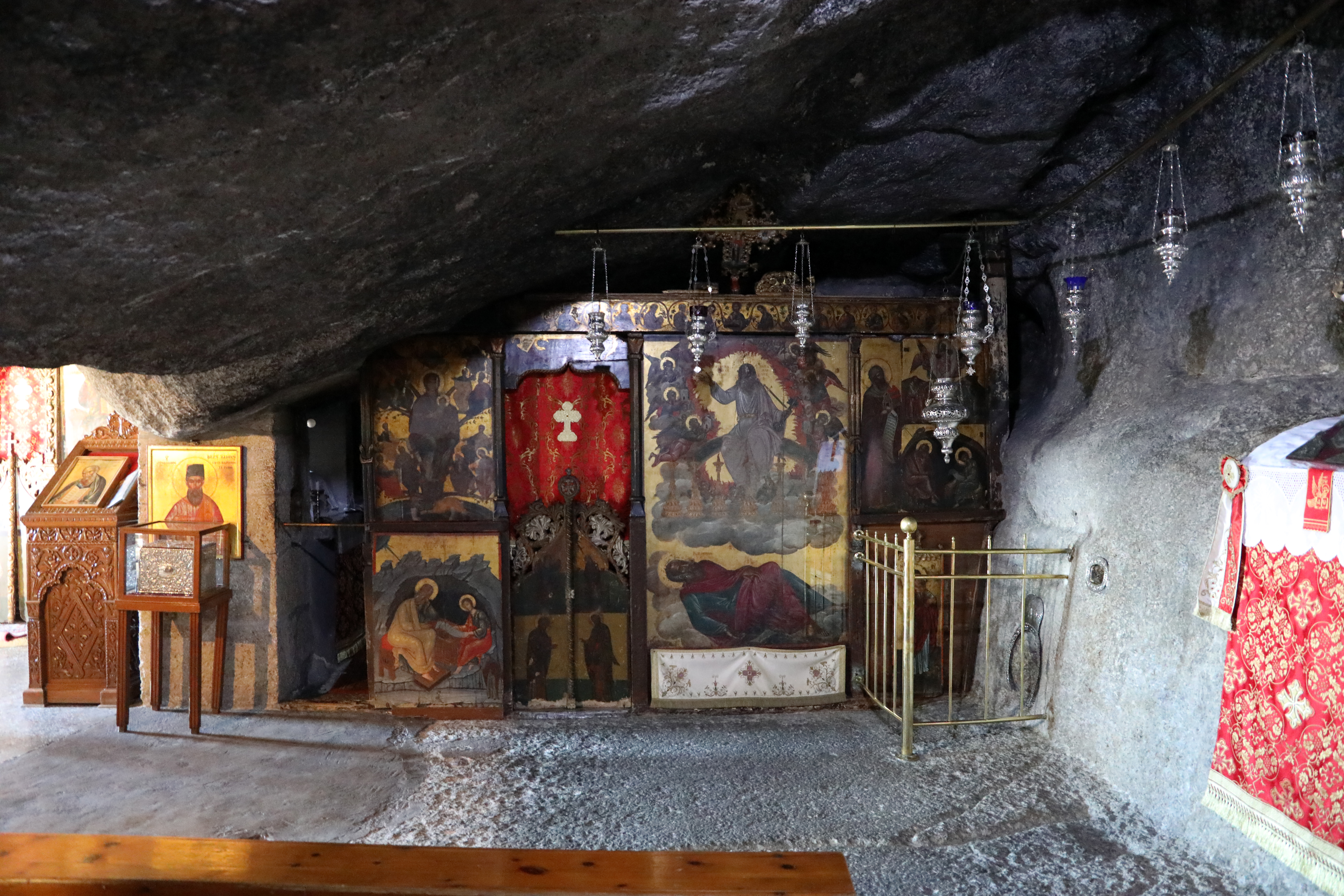
Bên trong của Hang Khải Huyền